# Nazca (entreprise)
Pour les articles homonymes, voir Nazca.
Nazca Corporation est une entreprise japonaise fondée en 1994. Son domaine d'activité s'établit dans le développement de jeux vidéo.

## Description
Nazca est formé en 1994 par des employés ayant quitté la société Irem à cause du peu d'activité de l'entreprise. En 1996, SNK rachète la société Nazca.
Elle a développé deux jeux vidéo marquants, notamment le premier épisode de la série Metal Slug, puis quelques-unes des suites sous l'égide de SNK et Neo Turf Masters, réputé pour être un des meilleurs jeux de sport édité sur le Neo-Geo MVS. Nazca figure également dans le staff de Metal Slug Anthology, c'est une compilation de jeux vidéo, reprenant quasiment tous les épisodes de la série, notamment le premier épisode développé par Nazca.

## Liste de jeux
- Metal Slug (1-3 uniquement)
- Neo Turf Masters